# Карпатос (аэропорт)
Аэропорт «Карпатос» (греч. Κρατικός Αερολιμένας Καρπάθου) — национальный аэропорт на острове Карпатос, Греция, расположенный в 15 км от города Карпатос. Аэропорт был основан в 1970 году и на данный момент имеет один пассажирский терминал. Взлетно-посадочная полоса, строительство которой было завершено в 1986 году, имеет длину 2 100 метров. Самолеты 4 авиакомпаний прилетают в этот аэропорт. 
В международном аэропорту Карпатос доступны следующие услуги: Паркинг; Медпункт; Магазины, Duty Free; Рестораны, кафе, бары; Банковские учреждения.

## Авиалинии и направления
- Arkefly (Амстердам) [сезонный]
- Athens Airways (Афины)
- Austrian Airlines (Грац, Линц, Вена)
- Novair (Стокгольм) [сезонный]
- Olympic Air (Афины, Касос, Родос, Сития)
- Thomas Cook Airlines Scandinavia (Копенгаген, Осло) [сезонный]